# Підсулля
Підсу́лля —  село в Україні, у Лебединській міській громаді Сумського району Сумської області. Населення становить 26 осіб. До 2020 орган місцевого самоврядування — Гринцівська сільська рада.

## Географія
Село Підсулля знаходиться на лівому березі річки Сула, вище за течією на відстані 3 км розташоване селище Новопетрівка, нижче за течією примикає село Комишанка. По селу протікає пересихаючий струмок з великою загатою. Поруч проходить автомобільна дорога Н07.

## Історія
12 червня 2020 року, відповідно до Розпорядження Кабінету Міністрів України № 723-р «Про визначення адміністративних центрів та затвердження територій територіальних громад Сумської області» увійшло до складу Лебединської міської громади.
19 липня 2020 року, після ліквідації Лебединського району, село увійшло до Сумського району.

## Населення

### Мова
Розподіл населення за рідною мовою за даними перепису 2001 року:
| Мова       | Кількість | Відсоток |
| ---------- | --------- | -------- |
| українська | 26        | 100%     |